# ديريك كولمان
ديريك كولمان (بالإنجليزية: Derrick Coleman)‏ مواليد 21 يونيو 1967 في موبيل، هو لاعب كرة سلة أمريكي سابق بدأ مسيرته الاحترافية في سنة 1990 ويحمل الرقم 44. يبلغ طوله 6 قدم 10 بوصة (2.1 م). اعتزل اللعب في 2004.

## فرق لعب لها
- بروكلين نتس
- فيلادلفيا سفنتي سيكسرز
- شارلوت هورنتس
- فيلادلفيا سفنتي سيكسرز
- ديترويت بيستونز

## الميداليات
| الميدالية | المسابقة                         |
| --------- | -------------------------------- |
| ذهبية     | بطولة كأس العالم لكرة السلة 1994 |

## روابط خارجية
- ديريك كولمان على موقع الاتحاد الدولي لكرة السلة (الإنجليزية)
- ديريك كولمان على موقع إن بي أي (الإنجليزية)
- ديريك كولمان على موقع سبورتس رفرنس (الإنجليزية)
- ديريك كولمان على موقع كرة السلة الأوروبية.كوم (الإنجليزية)
- ديريك كولمان على موقع كلية كرة السلة في سبورتس رفرنس.كوم (الإنجليزية)
- ديريك كولمان على موقع ريلجم (الإنجليزية)
- ديريك كولمان على موقع بروبوليرز (الإنجليزية)